# Boaventura
Boaventura, O.F.M. (em italiano:  Bonaventura) (Bagnoregio, c. 1217– Lyon, 15 de julho de 1274), nascido Giovanni di Fidanza, foi um teólogo e filósofo escolástico medieval nascido na Itália no século XIII. Sétimo ministro-geral da Ordem dos Frades Menores, foi também cardeal-bispo de Albano. Boaventura foi canonizado em 14 de abril de 1482 pelo papa Sisto IV e declarado Doutor da Igreja em 1588 pelo papa Sisto V como "Doutor Seráfico" (em latim: Doctor Seraphicus). Diversas obras que durante a Idade Média se acreditava ser de Boaventura foram depois atribuídas ao chamado "Pseudo-Boaventura".

## Biografia
Boaventura nasceu em Bagnoregio, na região do Lácio perto de Viterbo, na época parte dos Estados Papais. Quase nada se sabe sobre sua infância, exceto os nomes de seus pais, Giovanni di Fidanza e Maria Ritella.
Ele entrou para a Ordem Franciscana em 1243 e estudou na Universidade de Paris, possivelmente sob a direção de Alexandre de Hales e certamente sob a de seu sucessor, João de la Rochelle. Em 1253, era o titular da cadeira franciscana em Paris. Infelizmente para Boaventura, a disputa entre os franciscanos seculares e os mendicantes atrasou seu mestrado até 1257, quando finalmente conseguiu o título — equivalente medieval ao de doutor — juntamente com Tomás de Aquino. Três anos antes, sua fama já tinha lhe valido a posição de palestrante sobre "Os Quatro Livros de Sentenças", um livro de teologia escrito por Pedro Lombardo no século XII.
Depois de conseguir defender com sucesso sua ordem contra as críticas do grupo contrário aos mendicantes, Boaventura foi eleito ministro-geral da ordem. Em 24 de novembro de 1265, foi selecionado para o posto de arcebispo de Iorque, mas jamais foi consagrado e acabou renunciando ao posto em outubro de 1266.
Durante seu mandato, o capítulo geral de Narbona, realizado em 1260, promulgou um decreto proibindo a publicação de qualquer obra por membros da ordem sem permissão prévia dos altos escalões. Esta proibição induziu muitos autores modernos a criticarem os superiores de Roger Bacon, acusados de invejarem as habilidades do pupilo. Porém, a proibição que afetou Bacon foi uma geral, que se estendia a toda e qualquer obra e não apenas a de Bacon. Ademais, sua promulgação não tinha suas obras como alvo e sim as de Gerard de Borgo San Donnino, que havia publicado em 1254, sem permissão, uma obra herética chamada "Introductorius in Evangelium æternum. Foi para evitar que algo assim se repetisse que o capítulo-geral emitiu a proibição, idêntica à "constitutio gravis in contrarium" citada por Bacon. O decreto foi finalmente revogado, o que favoreceu Bacon, de forma inesperada em 1266.
Boaventura foi instrumental para a eleição do papa Gregório X, que premiou-o com o título de cardeal-bispo da Diocese de Albano e insistiu que ele comparecesse ao grande Concílio de Lyon de 1274. Lá, depois que suas importantes contribuições ajudaram a aprovar uma fugaz reunião das igrejas latina e grega, Boaventura morreu repentinamente e em circunstâncias suspeitas. O artigo sobre ele na "Enciclopédia Católica" traz citações que sugerem que ele teria sido envenenado. A única relíquia existente do santo são o braço e a mão que ele utilizou para escrever seu "Comentários sobre as Sentenças", ambos agora preservados em Bagnoregio, na igreja paroquial de São Nicolau.
Sua teologia é marcada pela tentativa de integrar completamente a fé e a razão. Ele acreditava que Cristo era o "único mestre verdadeiro" que oferece à humanidade conhecimentos que nascem da fé, se desenvolvem através de uma compreensão racional e tornam-se perfeitos pela união mística com Deus.

## Teologia e obras

### Obras
As obras de Boaventura, de acordo com a mais recente edição crítica pelo Collegio di San Bonaventura, são compostas por um "Comentário sobre as Sentenças de (Pedro) Lombardo", em 4 volumes, dentre os quais um "Comentário sobre o Evangelho de São Lucas" e diversas outras obras menores. As mais famosas destas são "Itinerarium Mentis in Deum", "Breviloquium", "De Reductione Artium ad Theologiam", "Soliloquium" e "De septem itineribus aeternitatis", nas quais se encontram as mais peculiares características de sua doutrina. O filósofo alemão Dieter Hattrup não acreditava que "De reductione artium ad theologiam" possa ter sido escrita por Boaventura alegando diferenças no estilo do pensamento em relação às demais obras dele, mas sua posição tem sido amplamente desacreditada depois das pesquisas de Benson, Hammond, Hughes & Johnson no volume 67 dos "Estudos Franciscanos" (2009).
Foi para Santa Isabel da França, a irmã do rei São Luis IX da França, e seu mosteiro de clarissas em Longchamps (atualmente parte do Bois de Bologne, em Paris), que Boaventura escreveu seu tratado "Sobre a Perfeição da Vida".
O "Comentário sobre as Sentenças" ainda é, sem dúvida, a obra-prima de Boaventura e todas as suas demais obras lhes são devedoras. Ela foi escrita por ordem de seus superiores (superiorum praecepto) quando ele tinha apenas 27 anos de idade e é uma obra teológica de grande qualidade.

### Filosofia
Boaventura escreveu sobre quase todos os assuntos acadêmicos de sua época e suas obras são numerosas. Contudo, a maioria trata de filosofia e teologia. Nenhuma delas é exclusivamente filosófica e todas são excelentes testemunhas da mútua interpenetração entre as duas disciplinas que marcou o período escolástico.
Muito do pensamento filosófico de Boaventura revela uma considerável influência de Santo Agostinho, tanta que De Wulf considera-o como o melhor representante do agostinianismo. Boaventura acrescenta princípios aristotélicos à doutrina platonista agostiniana, especialmente no que tange à iluminação do intelecto. O místico Dionísio, o Areopagita, foi outra notável influência.
Na filosofia, Boaventura foi bastante diferente de seus contemporâneos ilustres, Roger Bacon e Tomás de Aquino. Enquanto estes podem ser vistos como representantes, respectivamente, da ciência física - ainda que na sua infância - e do escolasticismo aristotélico em sua forma mais perfeita, ele apresenta uma forma de especulação teológica mística e platonizadora que já tinha, de alguma forma, aparecido nas obras de Bernardo de Claraval, Hugo e Ricardo de São Vítor. Para ele, o elemento puramente intelectual, embora jamais ausente, é de menor interesse quando comparado com o poder vivo dos sentimentos ou do coração.

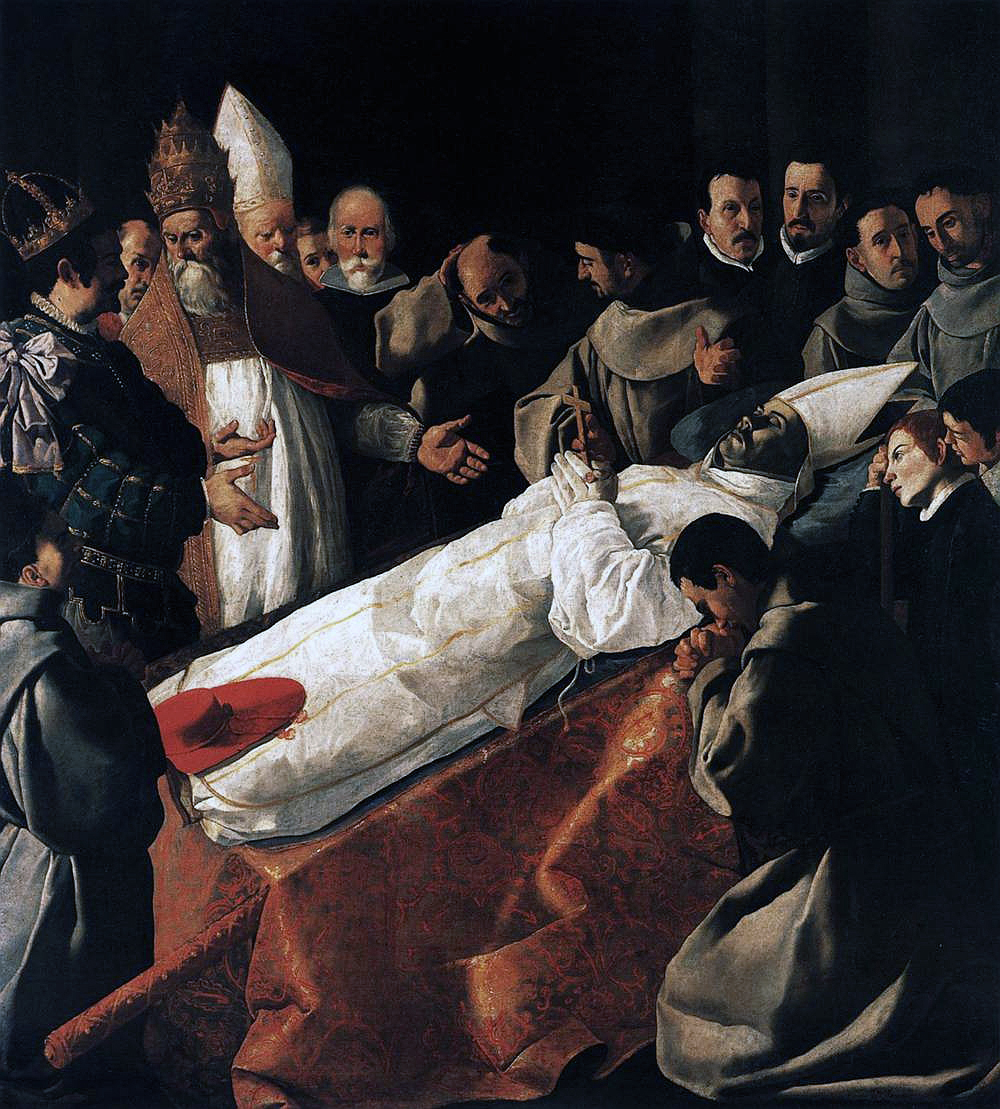
Velório de Boaventura. 1629. Por Francisco Zurbarán. Atualmente no Louvre.

Como Aquino, com quem compartilhava importantes opiniões em assuntos teológicos e filosóficos, Boaventura combatia vigorosamente a noção aristotélica da eternidade do mundo. Ele aceitava a doutrina platônica de que as ideias não existem in rerum natura, mas como ideais exemplificados pelo Divino, de acordo com o qual as coisas são formadas; e esta concepção tem grande influência sobre sua filosofia. Por conta dela, o filósofo e físico Max Bernhard Weinstein propôs que a doutrina de Boaventura revela fortes inclinações pandeísticas. Como todos os grandes doutores escolásticos, Boaventura inicia seus argumentos com uma discussão sobre a relação entre fé e razão. Todas as ciências seriam, de acordo com ele, empregadas da teologia; a razão pode descobrir algumas das verdades morais que formam a base do sistema cristão, mas outras só são podem ser recebidas e aprendidas através da divina iluminação. Para obter esta iluminação, a alma precisa empregar os métodos apropriados - a oração, o exercício da virtude, através dos quais ela se apronta para receber a luz divina, e a meditação, que pode chegar até mesmo à união extática com Deus. O objetivo supremo da vida seria esta união, uma união em contemplação ou no intelecto e de intensa absorção do amor. Contudo, ele defende que ela não pode ser inteiramente alcançada nesta vida e permanece sempre, para os fieis, como uma esperança para o futuro.
Um mestre das frases memoráveis, Boaventura defendia que a filosofia abre a mente para pelo menos três diferentes caminhos que os seres humanos podem escolher em suas jornadas para Deus. As criaturas materiais não-intelectuais ele concebeu como sombras e vestígios (literalmente "pegadas") de Deus, compreendido como a causa final do mundo que a razão filosófica pode provar como tendo sido criado junto com o tempo. As criaturas intelectuais seriam as criadas à imagem e semelhança de Deus; o resultado da mente e da vontade humanas levando-nos a Deus, entendido como iluminador (revelador) do conhecimento e doador da graça e da virtude. A rota final é rota do ser, na qual Boaventura incorporou o argumento de Anselmo junto com a metafísica de Aristóteles e Platão para defender uma visão de Deus como um ser absolutamente perfeito cuja essência requer existência, um ser absolutamente simples que é a causa da existência de todos os demais seres compostos.
Na forma e no objetivo, as obras de São Boaventura são sempre obras teológicas e seu único ângulo de visão e critério de aproximação da verdade é a fé cristã. Este viés influencia sua própria importância na história da filosofia e, quando se soma o julgamento sobre seu estilo literário, Boaventura aparece como sendo, provavelmente, o menos acessível dentre as grandes figuras da filosofia do século XIII. E isto se dá não por ele ser um teólogo, mas por que a filosofia só lhe interessa como preparatio evangelica ("preparação para a pregação evangélica"), como algo que deve ser interpretado como uma sobra ou um desvio do que Deus revelou. De certa forma, o mesmo não vale para Aquino ou Alberto ou Duns Escoto e, conclui-se, Boaventura não sobreviveu bem à transição de seu tempo para o mundo contemporâneo. É difícil imaginar um filósofo contemporâneo, cristão ou não, citando uma passagem de Boaventura para apoiar um ponto de vista puramente filosófico. É claro que muitos filósofos leem Boaventura, mas o estudo de sua obra raramente é útil para compreender filósofos e seus característicos problemas. Boaventura, como teólogo, é outra história, é óbvio, assim como é Boaventura, o "autor edificante". Nestas disciplinas, e não propriamente na filosofia, que sua importância deve ser buscada.

## Influência
Boaventura foi formalmente canonizado em 1482 pelo papa franciscano Sisto IV e foi declarado, juntamente com Tomás de Aquino, como o maior dos Doutores da Igreja por outro, papa Sisto V, em 1587. Ele era também considerado como um dos maiores filósofos da Idade Média.
A festa de São Boaventura foi incluída no Calendário Geral Romano logo depois de sua canonização. Inicialmente, era celebrada no segundo domingo de julho, mas foi movida em 1568 para o dia 14 de julho, pois no dia quinze, o aniversário de sua morte, já se comemorava a festa de Santo Henrique. A festa permaneceu sendo celebrada nesta data como festa de "segunda classe", até 1960, quando foi reclassificada como festa de "terceira classe". Em 1969, ela foi novamente classificada como uma memoria obrigatória e movida novamente para 15 de julho, aniversário de sua morte, data na qual se celebra São Boaventura atualmente.